# 나는 빠리의 택시운전사
《나는 빠리의 택시운전사》는 언론인 홍세화가 프랑스 망명기간에 택시운전을 하면서 느낀 점을 쓴 책이다. 프랑스 상사원이었던 그가 남민전 사건에 연루, 프랑스에 망명하게 된 이야기부터 우익들의 백색테러로 우울했던 유년시절 등 다양한 이야기들이 실려 있다.
창비에서 1995년 첫 출판을 하였고, 2006년에는 개정판을 냈다.